# Семчук Віталій Володимирович
Віталій Володимирович Семчук  — старший солдат окремого загону спеціального призначення НГУ «Азов» Національної гвардії України, учасник російсько-української війни, що загинув у ході російського вторгнення в Україну в 2022 році.

## Життєпис
Віталій Семчук народився 1997 року в місті Рівне. У складі окремого загону спеціального призначення НГУ «Азов» Національної гвардії України брав участь у боях за Маріуполь. За особисту мужність і самовіддані дії, виявлені у захисті державного суверенітету та територіальної цілісності України, вірність військовій присязі, зразкове виконання службового обов'язку Віталій Семчук посмертно нагороджений орденом «За мужність» III ступеня.

## Ушанування пам'яті
Борди з фото Віталія Семчука та його товариша Костянтина Друзя розташували на вулицях рідного Рівного.
Зображення Віталія Семчука разом з побратимом Костянтином Друзем з'явилися в Рівному на муралі пам'яті рівненських бійців полку «Азов» на площах, що вивільнилися після декомунізації стели героїв Радянського Союзу. Ініціатором ушанування загиблих воїнів став їх шкільний товариш Олексій Козачок. Малюнок за вже затвердженим ескізом виконує художник Андрій Шостак. Біля портретів рівненських героїв будуть написані заповіді українського націоналіста.

## Нагороди
- Орден «За мужність» III ступеня (2022, посмертно) — за особисту мужність і самовіддані дії, виявлені у захисті державного суверенітету та територіальної цілісності України, вірність військовій присязі [4].